# Templo y exconvento de Santo Domingo de Guzmán (Hueyapan)

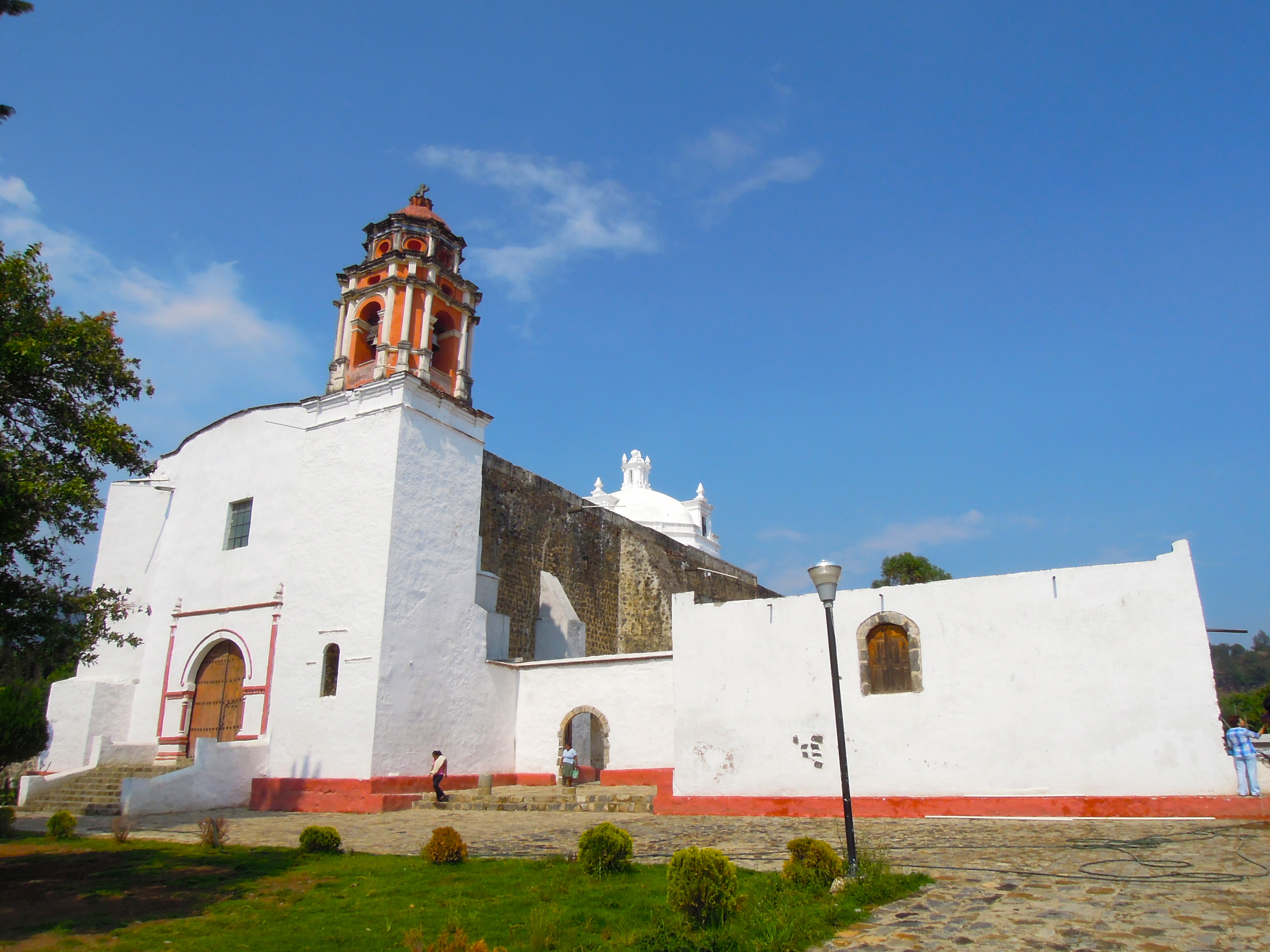
Cabecera de la iglesia

En la localidad de San Andrés Hueyapan en el municipio de Tetela del Volcán en el estado de Morelos, México, un poblado cercano a las faldas del Popocatépetl, que poco ha cambiado su fisonomía y rasgos culturales: casas de adobe, tejidos de lana y lengua náhuatl, se localiza este convento dominico, fundado en 1539. En él se encuentra el “nicho de Hueyapan” escultura en madera de una sola pieza, que hace muy atractivo el viaje al lugar.
El templo ha sido nombrado Patrimonio de la Humanidad en 1994 junto a otros trece sitios de Morelos y Puebla, bajo la distinción de Primeros monasterios del siglo XVI en las laderas del Popocatépetl.